# Човек отвътре
„Човек отвътре“ (на английски: Inside Man) е щатски трилър от 2006 г. на режисьора Спайк Лий, по сценарий на Ръсел Геруиц и във филма участват Дензъл Уошингтън, Клайв Оуен, Джоди Фостър, Кристофър Плъмър, Уилем Дефо и Чуетел Еджиофор.

## Актьорски състав
| Актьор           | Роля                  |
| ---------------- | --------------------- |
| Дензъл Уошингтън | Детектив Кийт Фрейзър |
| Клайв Оуен       | Далтън Ръсел          |
| Джоди Фостър     | Маделин Уайт          |
| Кристофър Плъмър | Артър Кейс            |
| Уилем Дефо       | Капитан Джон Дариус   |
| Чуетел Еджиофор  | Детектив Бил Мичъл    |

## В България
В България филмът е пуснат по кината на 17 април 2006 г., и на DVD от 24 юли от „Прооптики България“.
Дублаж
| Озвучаващи артисти  | Христина Ибришимова Георги Георгиев-Гого Станислав Димитров Димитър Иванчев Христо Узунов |
| Преводач            | Пламен Узунов                                                                             |
| Тонрежисьор         | Емил Енев                                                                                 |
| Режисьор на дублажа | Милена Манчева                                                                            |